# Centre hospitalier universitaire Brugmann
Le CHU Brugmann est un établissement hospitalier de Bruxelles. L'hôpital est divisé en trois sites :
- le site Victor Horta (siège social situé à Laeken)
- le site Paul Brien (situé à Schaerbeek)
- le site Reine Astrid situé dans une partie de l'Hôpital militaire Reine Astrid (à Neder-over-Heembeek).

Historiquement le CHU Brugmann comportait également un quatrième site : le site René Magritte, inauguré en 2004 à la suite de la reprise d'une institution auparavant exploitée par le CPAS de Jette qui a été fermée en 2007 au profit du site Reine Astrid ou les lits hospitaliers ont été transférés.
Le centre hospitalier est membre du réseau hospitalier IRIS, et constitue dans ce réseau, une partie du pôle OSIRIS.
Le CHU Brugmann est un hôpital universitaire très impliqué dans la recherche et est ainsi le premier producteur d'articles scientifiques du réseau IRIS, avec la publication annuelle de 100 à 200 articles scientifiques. En collaboration avec les facultés universitaires (ULB et VUB) et des Hautes Ecoles (Haute Ecole Francisco Ferrer, Haute Ecole Paul-Henri Spaak,...), il propose également une vingtaine de programmes post-graduat pour médecins spécialistes, ainsi que des stages pour infirmiers, sages-femmes et paramédicaux.